# Melanotica nigribasis
Melanotica nigribasis är en fjärilsart som beskrevs av Swinhoe 1895. Melanotica nigribasis ingår i släktet Melanotica och familjen nattflyn. Inga underarter finns listade i Catalogue of Life.